# Pietro Fortunato Calvi

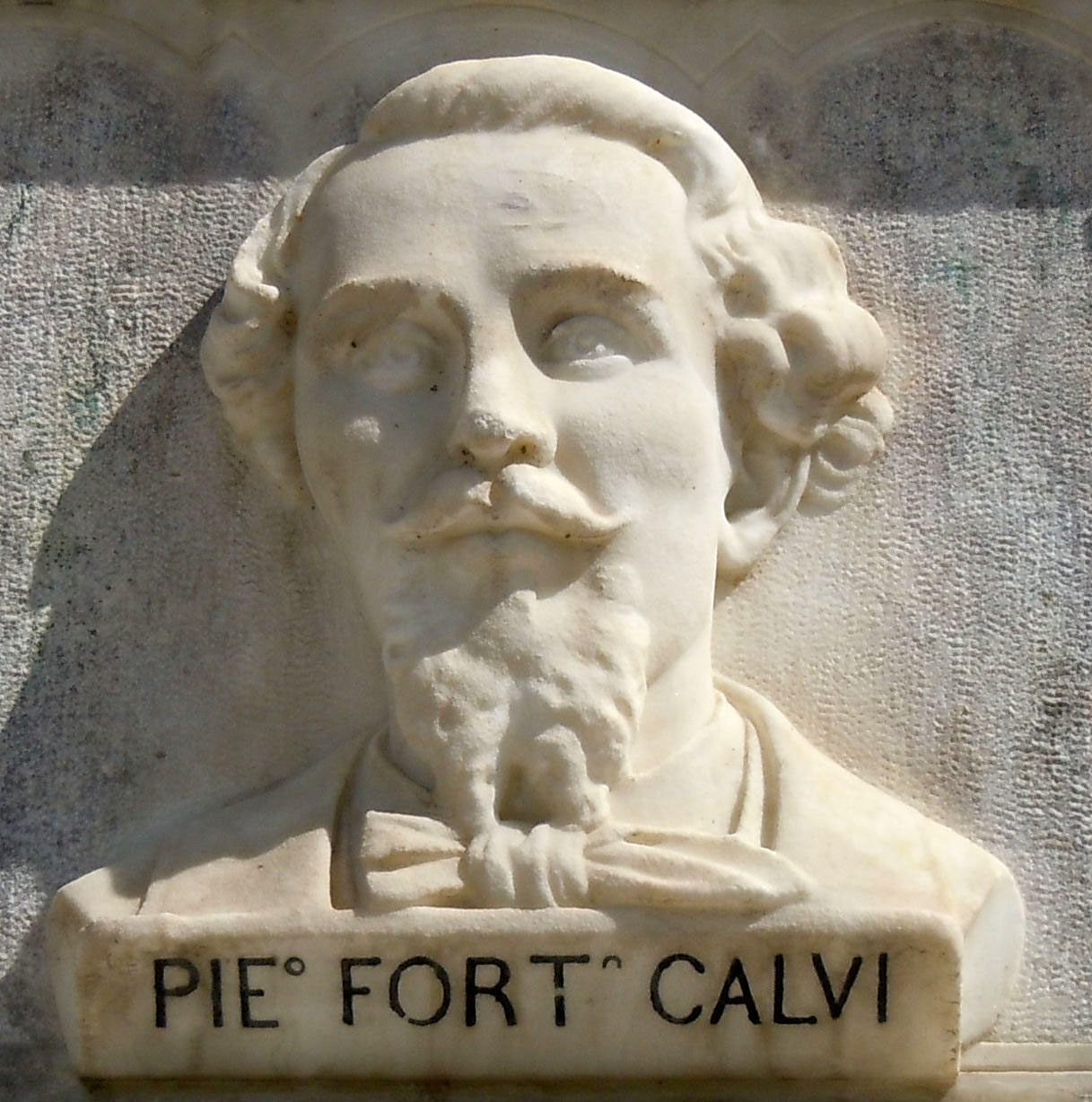
Büste von Pietro Fortunato Calvi am Freiheitsdenkmal in Belfiore in Mantua

Pietro Fortunato Calvi (auch Pier Fortunato Calvi; * 15. Februar 1817 in Briana Noale bei Venedig; † 4. Juli 1855 in Mantua) war ein italienischer Freiheitskämpfer.

## Leben
Calvi entstammte einer bürgerlichen Familie aus der Nähe von Venedig, das damals wie fast ganz Norditalien zum Kaisertum Österreich gehörte. Seine erste Schulbildung erhielt er von einem Pfarrer, danach besuchte er ein Lyzeum. Dem Wunsch des Vaters entsprechend schlug er anschließend eine militärische Laufbahn ein und wurde Offizier in der österreichischen  Armee. Als in den 1840er Jahren die italienische Einigungsbewegung an Einfluss gewann, versetzte man Calvi Ende 1846 von Venedig nach Graz. Im Zuge der Märzrevolution brach 1848 auch in Venedig gegen die österreichische Fremdherrschaft ein Volksaufstand aus, dessen Anführer Daniele Manin die Repubblica di San Marco gründete, die bis August 1849 Bestand hatte. Ohne auf eine Antwort auf sein schriftliches Entlassungsersuchen zu warten, schloss er sich dem Risorgimento an und organisierte im Cadore im Auftrag von Manin im April und Mai 1848 einen Aufstand.

## Risorgimento

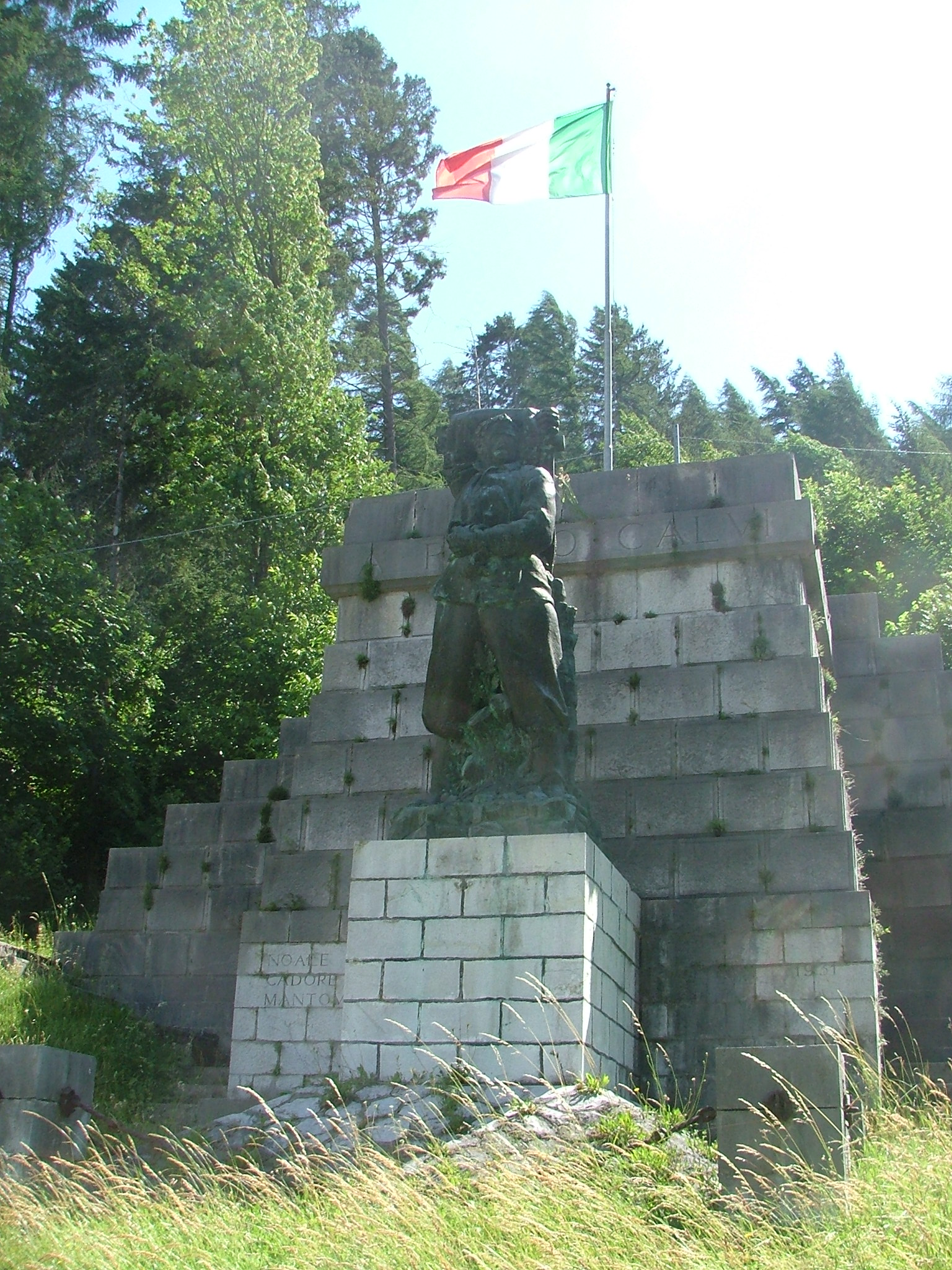
Calvi-Denkmal in Pieve di Cadore

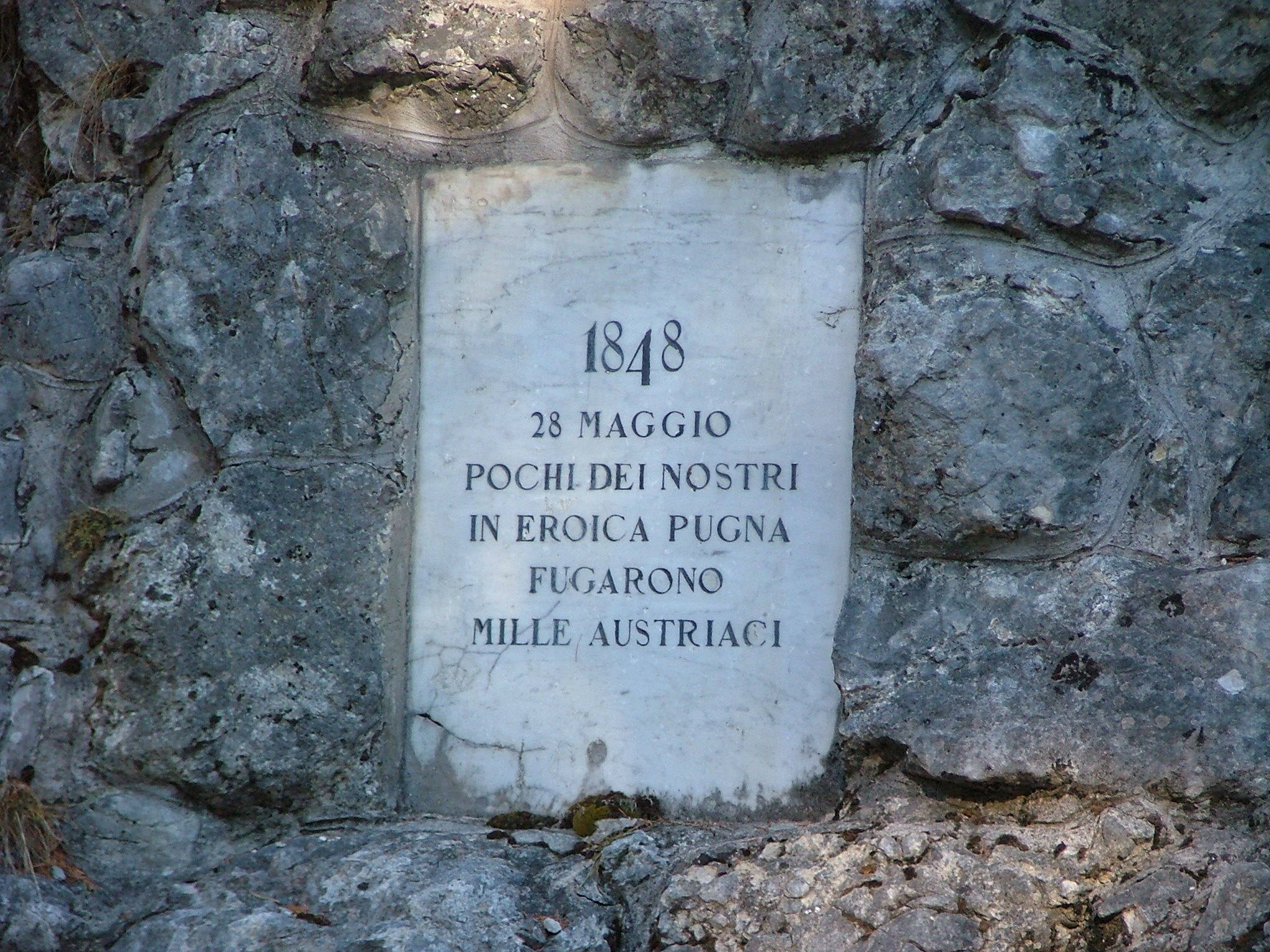
Gedenkstein bei Rindemera

Am 2. Mai 1848 drangen österreichische Truppen von Norden aus in das Cadore-Tal ein. Am Antelao gelang Calvi mit seinen Freiwilligen ein Erfolg gegen Tiroler Einheiten, die ihn in einen Hinterhalt gelockt hatten. In nachfolgenden Verhandlungen wurde eine dreimonatige Waffenruhe festgelegt. Calvi und seine Truppe wurde in Belluno und im ganzen Cadore gefeiert. Doch schon am 5. Mai drangen österreichische Truppen in Belluno ein und besetzten in der Folge das gesamte Cadore-Tal. Am 6. Mai mobilisierte Calvi seine Truppe, die bereits am folgenden Tag bei Tovanella eine kroatische Einheit in einen Hinterhalt lockte und zunächst in die Flucht schlug. Der kopflosen Verfolgungsjagd seiner Leute konnte Calvi nicht Einhalt gebieten, weswegen diese von den Kroaten nach Tovanella zurückgedrängt werden konnten. Am 8. Mai ging Calvi im Piavetal zwischen Rivalgo und Rucorvo in eine Verteidigungsstellung. Als die Österreicher dort Parlamentäre vorschickten um einen Durchmarsch ihrer Einheiten durch das Piavetal zu erreichen, griffen ihre Kroaten noch während der Verhandlungen zunächst unerkannt an, gerieten dann aber ihrerseits vor versteckte Stellungen Calvis und mussten einen enormen Blutzoll entrichten. Die "Parlamentäre" ließ man schließlich laufen. In der Zwischenzeit waren weitere österreichische Verbände entgegen der vereinbarten Waffenruhe ins Cadore eingedrungen. Bei Chiusa di Venas vernichteten die Österreicher eine Freischärlertruppe des Pfarrers von San Vito. Auch an anderen Orten gab es hartnäckigen Widerstand. Bei Chiusa di Venas mussten sich die Österreicher nach erneuten Kämpfen am 21. Mai zurückziehen. Am 24. Mai gelang Calvi am Passo della Morte am oberen Tagliamento ein weiterer erfolgreicher Schlag gegen 1200 Österreicher. Kurz danach begab er sich nach Pieve di Cadore, um sich um die dort inzwischen kritische Lage zu kümmern. Dort erreichte ihn ein schriftlicher Aufruf des österreichischen Befehlshabers Stürmer, der von Belluno aus die Menschen im Cadore aufforderte die Waffen niederzulegen, da sie keine Aussicht auf Erfolg hätten. Der Aufruf wurde abgelehnt. 20.000 österreichische Soldaten marschierten mittlerweile aus allen Richtungen auf das Cadore zu, dessen Pässe jedoch von Calvis Freischaren weitgehend kontrolliert wurden. Erste österreichische Versuche die Pässe zu überwinden scheiterten auch wegen des Widerstandes der örtlichen Bevölkerung. Ein von Stürmer persönlich angeführter und mehrmals wiederholter Angriff auf Rivalgo endete mit einem österreichischen Rückzug nach Longarone. In Pra del Bosco, Chiusa di Venas und Sadorno (wo Stürmer mit 3000 Mann angreifen ließ) spielten sich ähnliche Szenen ab. Am 28. Mai 1848 kam es bei Rindemera zu schweren Kämpfen, die Pietro Calvi seinen größten Erfolg einbrachten. Anfang Juni musste sich Calvi und das ganze Cadore der österreichischen Übermacht beugen. In Pieve di Cadore verabschiedete sich Calvi vom örtlichen Befreiungsausschuss und ging zunächst nach Venedig, dann Griechenland, nach Piemont und schließlich in die Schweiz. 1853 machte er sich erneut auf den Weg ins Cadore, um wieder einen Aufstand gegen das Kaisertum Österreich anzuführen. Am 18. September 1853 wurde er verraten und im damals österreichischen Trient verhaftet.  Da er österreichischer Staatsbürger war, machte man ihm den Prozess. Während seiner zweijährigen Inhaftierung in Mantua gab er die Namen seiner früheren Mitstreiter nicht Preis. Am 1. Juli 1855 verurteilte man ihn zum Tode durch den Strang. Ein Angebot, Berufung einzulegen, lehnte er ab. Pietro Fortunato Calvi wurde am 4. Juli 1855 in Mantua hingerichtet.